# The Wedding Squanchers
"The Wedding Squanchers" er den tiende og sidste episode i den anden sæson af Adult Swims tegnefilmserie Rick and Morty. Den er skrevet af Tom Kauffman og instrueret af Wes Archer, og den havde premiere på d. 4. oktober 2015. Titlen er en reference til filmen Wedding Crashers (2005).
Rick Sanchez for invitation til sin ven Birdpersons bryllup, men det viser sig, at hans brud, Tammy Gueterman, er en hemmelig agent for Galactic Federation, der er ude efter Rick og Birdperson.
Afsnittet blev godt modtaget.